# Gorgonia
Genre
Gorgonia est un genre de cnidaires anthozoaires de la famille des Gorgoniidae (gorgones).

## Liste des espèces
Selon World Register of Marine Species (13 janvier 2023) :
- Gorgonia clathrus Pallas, 1766
- Gorgonia coarctata (Valenciennes, 1855)
- Gorgonia flabellum Linnaeus, 1758
- Gorgonia flavescens Kükenthal, 1924
- Gorgonia gracilis Verrill, 1868
- Gorgonia mariae Bayer, 1961
- Gorgonia reticulum Pallas, 1766
- Gorgonia ventalina Linnaeus, 1758
- Gorgonia venusta Dana, 1846